# Ismail Abilow
Ismail Abilow, bulgarisch Исмаил Абилов, (* 9. Juni 1951 in Lopuschna) ist ein ehemaliger bulgarischer Ringer türkischer Abstammung. Er war Olympiasieger 1980 in Moskau im freien Stil im Mittelgewicht.

## Werdegang
Ismail Abilow war Angehöriger der türkischen Minderheit in Bulgarien. Dort kam er als Jugendlicher zum Ringen und wurde aufgrund seiner sportlichen Perspektiven schon im Juniorenalter zum Sportclub Slawia Sofia delegiert. Er entwickelte sich zu einem hervorragenden Ringer im freien Stil. Seine Premiere auf der internationalen Ringermatte gab er im Jahre 1971 bei der Junioren-Weltmeisterschaft in Nagoya. Er erreichte dort im freien Stil in der Gewichtsklasse bis 75 kg Körpergewicht hinter dem Iraner A. Esamaiii einen hervorragenden 2. Platz. Auch bei der Europameisterschaft der Junioren im jugoslawischen Hvar war er sehr erfolgreich. Er siegte dort vor dem Deutschen Frank Birke in der Gewichtsklasse bis 75 kg Körpergewicht.
Für einen Start an den Olympischen Spielen 1972 in München konnte sich Ismail Abilow noch nicht qualifizieren. Er war aber bereits 1973 bei der Weltmeisterschaft in Teheran am Start und gewann im Mittelgewicht mit vier Siegen und einem Unentschieden gegen Olympiasieger John Peterson aus den USA die Bronzemedaille.
In den Jahren 1974 und 1975 wurde er bei den Weltmeisterschaften in Istanbul bzw. Minsk jeweils Vize-Weltmeister. 1974 im Halbschwergewicht und 1975 im Mittelgewicht. In den Endkämpfen verlor er in Istanbul gegen einen ganz Großen des Freistilringens, Lewan Tediaschwili aus der UdSSR und in Minsk gegen einen der besten deutschen Freistilringer aller Zeiten Adolf Seger aus Freiburg im Breisgau. Er konnte bei diesen Meisterschaften aber so gute Ringer wie Pawel Kurczewski aus Polen, Vasile Iorga aus Rumänien, Mehmet Uzun aus der Türkei und Benno Paulitz aus der DDR besiegen.
Sehr stark rang Ismail Abilow auch bei den Europameisterschaften der Jahre 1975 und 1976. 1975 gewann er in Ludwigshafen am Rhein den Titel im Mittelgewicht mit sieben Siegen. In den entscheidenden Kämpfen gewann er dabei über Günter Spindler aus der DDR, Vasile Iorga und Mehmet Uzun. 1976 gelang ihm bei der Europameisterschaft in Leningrad sogar ein Sieg über den sowjetischen Starter Wiktor Nowoschilow, er unterlag aber im Endkampf erneut gegen Adolf Seger und wurde Vize-Europameister.
Bei den Olympischen Spielen 1976 in Montreal siegte er im Mittelgewicht zunächst gegen zwei leichtere Gegner und gegen Vasile Iorga, unterlag aber dann gegen Mehmet Uzun und Wiktor Nowoschilow und landete deshalb nur auf dem 5. Platz.
Gut erholt von dieser Enttäuschung startete Ismail Abilow 1977 wieder bei der Europameisterschaft in Bursa. Er gewann dort sechs Kämpfe und wurde erneut Europameister. Dabei wurden von ihm u. a. István Kovács aus Ungarn, Jarmo Övermark aus Finnland und Hassan Zangijew aus der Sowjetunion besiegt. Bei der Weltmeisterschaft dieses Jahres in Lausanne hatte er großes Pech. Er verletzte sich schon in seinem ersten Kampf gegen István Kovács und musste aufgeben.
Aufgrund dieser Verletzung fiel Ismail Abilow auch für das ganze Wettkampfjahr 1978 aus und konnte erst bei der Weltmeisterschaft im Herbst des Jahres 1979 in San Diego wieder an den Start gehen. In San Diego gelang ihm nur ein Sieg. Er verlor gegen István Kovács und den sowjetischen Ringer Magomedchan Arazilow und schied nach der 3. Runde aus. Er erreichte damit nur den 7. Platz.
Ismail Abilow gelang es jedoch sich im Winter 1979/80 wieder in hervorragende Form zu bringen. dies zeigte sich schon bei der Europameisterschaft im April im tschechischen Prievidza. Er erreichte dort wieder sechs Siege in Folge und wurde zum dritten Mal Europameister. Mit Oleg Kalojew besiegte er dabei einen weiteren sowjetischen Spitzenringer. Er war dann auch bei den Olympischen Spielen in Moskau nicht zu schlagen. Zwar fehlten die starken US-amerikanischen Freistilringer, aber mit Siegen über Magomedchan Arazilow und István Kovács war sein Olympiasieg mehr als verdient.
Nach den Olympischen Spielen 1980 startete Ismail Abilow 1981 nur mehr bei den sogenannten „World Super Championships“ in Nagoya, einer Veranstaltung ohne größeren sportlichen Wert und wurde dort Dritter hinter Christopher Campbell, USA und Akira Ōta, Japan. Danach beendete Ismail Abilow seine Karriere als aktiver Ringer. Er besuchte die nationale Sportakademie in Sofia und wurde Ringer-Trainer in Bulgarien. Mitte der 1980er Jahre unter kommunistische Regierung von Todor Schiwkow begann, gelang ihm die Flucht in die Türkei. Dort lebt er unter dem Namen Ismail Nizamoglu und ist auch hier als Ringertrainer tätig.

## Internationale Erfolge
(alle Wettkämpfe im freien Stil, OS = Olympische Spiele, WM = Weltmeisterschaft, EM = Europameisterschaft, Mittelgewicht, damals bis 82 kg, Halbschwergewicht, damals bis 90 kg Körpergewicht)
| Jahr | Platz | Wettbewerb                            | Gewichtsklasse | |
| 1971 | 2.    | Junioren-WM in Tokio                  | bis 75 kg KG   | hinter A. Esmaiii, Iran u. vor Alan Albright, USA |
| 1972 | 1.    | Junioren-EM in Hvar/Jugoslawien       | bis 75 kg KG   | vor Frank Birke, DDR u. Alexander Boljakow, UdSSR |
| 1973 | 3.    | WM in Teheran                         | Mittel         | mit Siegen über Günter Spindler, DDR, Felipe Gonzalez, Spanien u. Mehmet Uzun, Türkei, einem Unentschieden gegen John Peterson, USA u. Niederlagen gegen Vasile Iorga, Rumänien u. Wassil Sjulschyn, UdSSR |
| 1974 | 2.    | WM in Istanbul                        | Halbschwer     | mit Siegen über Santiago Hernandez, Spanien, Ali Gehatpoor, Iran, Hans-Peter Stratz, BRD, Mehmet Güclü, Türkei u. Pawel Kurczewski, Polen u. einer Niederlage gegen Lewan Tediaschwili, UdSSR              |
| 1975 | 1.    | EM in Ludwigshafen am Rhein           | Mittel         | mit Siegen über Jimmy Martinetti, Schweiz, Manuel Agut, Frankreich, Henryk Mazur, Polen, Kurt Elmgren, Schweden, Günter Spindler, Vasile Iorga u. Mehmet Uzun                                              |
| 1975 | 2.    | WM in Minsk                           | Mittel         | mit Siegen über Benno Paulitz, DDR, Maurice Allen, Großbritannien, Henryk Mazur, Vasile Iorga u. Mehmet Uzun u. einer Niederlage gegen Adolf Seger, BRD                                                    |
| 1976 | 2.    | EM in Leningrad                       | Mittel         | mit Siegen über Kurt Elmgren, Jimmy Martinetti, Mehmet Uzun, Vasile Iorga, Wiktor Nowoschilow, UdSSR u. einer Niederlage gegen Adolf Seger                                                                 |
| 1976 | 5.    | OS in Montreal                        | Mittel         | mit Siegen über Masaru Notegi, Japan, Tschimidiin Gotschoosüren, Mongolei u. Vasile Iorga u. Niederlagen gegen Wiktor Nowoschilow und Mehmet Uzun                                                          |
| 1977 | 2.    | Turnier in Jambol                     | Mittel         | hinter Wladimir Fatikow, UdSSR u. vor Tiberiu Sereghely, Rumänien |
| 1977 | 1.    | EM in Bursa                           | Mittel         | mit Siegen über István Kovács, Ungarn, Jimmy Martinetti, Jarmo Övermark, Finnland, Hassan Zangijew, UdSSR, Mehmet Uzun u. Jan Gorski, Polen                                                                |
| 1977 | unpl. | WM in Lausanne                        | Mittel         | Aufgabe wegen einer Verletzung im 1. Kampf gegen István Kovács |
| 1979 | 7.    | WM in San Diego                       | Mittel         | mit einem Sieg über Clark Davis, Kanada u. Niederlagen gegen István Kovács und Magomedchan Arazilow, UdSSR                                                                                                 |
| 1980 | 1.    | EM in Prievidza                       | Mittel         | mit Siegen über Jimmy Martinetti, Michael Busse, Polen, Oleg Kalojew, UdSSR, Abdula Nemedi, Jugoslawien, Vasile Tiganas, Rumänien u. Günter Busarello, Österreich                                          |
| 1980 | Gold  | OS in Moskau                          | Mittel         | mit Siegen über Sören Claesson, Schweden, Vasile Tiganas, Günter Busarello, Abdula Nemedi, Magomedchan Arazilow und István Kovács                                                                          |
| 1981 | 3.    | „World Super Championships“ in Nagoya | Mittel         | hinter Christopher Campbell, USA u. Akira Ōta, Japan |